# Берестов, Дмитрий Владимирович
Дми́трий Влади́мирович Бе́рестов (род. 13 июня 1980 года, Москва) — российский тяжелоатлет, олимпийский чемпион 2004 года в категории до 105 кг. Заслуженный мастер спорта России. Награждён орденом Дружбы (2005).

## Биография
Родился и живёт в Москве. Начал заниматься тяжёлой атлетикой в возрасте 10 лет. Первый тренер — Михаил Окунев. В 2000—2003 годах тренировался под руководством Ивана Вона, а с 2003 года с ним работал Александр Аносов. Выступал за Московское городское физкультурно-спортивное объединение (МГФСО). В 2000 году на чемпионате мира среди юниоров в Праге стал серебряным призёром, уступив только известному польскому атлету Шимону Колецкому.
В национальной сборной команде России с 2000 года. В 2004 году выиграл серебряную медаль чемпионата Европы в Киеве и был включён в число участников Олимпийских игр в Афинах. Выступление на олимпийском турнире стало вершиной спортивной карьеры Берестова. Установив новый олимпийский рекорд в рывке, он удержал добытое преимущество в толчке и завоевал звание олимпийского чемпиона.
Весной 2006 года был обвинён в использовании допинга и отстранён от международных соревнований на два года. В апреле 2008 года, отбыв срок дисквалификации, выиграл чемпионат Европы в Линьяно, но обострение травмы ноги не позволило ему продолжить борьбу за место в сборной России на Олимпийских играх в Пекине.
После этого принял решение завершить свою карьеру и был назначен директором спортивной школы олимпийского резерва МГФСО.

## Образование
Выпускник РГУФК.

## Результаты выступлений
| Год  | Соревнование            | Место проведения   | Весовая категория | Рывок  | Толчок   | Сумма двоеборья | Место |
| 2004 | Чемпионат Европы        | Киев               | до 105 кг         | 190 кг | 227.5 кг | 417.5 кг        | 2     |
| 2004 | Летние Олимпийские игры | Афины              | до 105 кг         | 195 кг | 230 кг   | 425 кг          | 1     |
| 2008 | Чемпионат Европы        | Линьяно-Саббьядоро | до 105 кг         | 190 кг | 220 кг   | 410 кг          | 1     |